# Marc Musso
Marc Thomas Musso (Rockwall, 29 marzo 1995) è un attore statunitense.
Ha due fratelli maggiori, Mitchel e Mason, anch'essi attori.

## Filmografia parziale
- 21 grammi (2003)
- La vita secondo Jim (1 episodio, 2007)
- Hannah Montana (1 episodio, 2008)